# بیلان-وانسه
بیلان-وانسه (به لهستانی:  Bielany-Wąsy) یک روستا در لهستان است که در گمینا بیلانه واقع شده‌است.